# アイシャ・タイラー
アイシャ・タイラー（Aisha Tyler, 1970年9月18日 - ）は、アメリカ合衆国サンフランシスコ出身の女優、監督、ショーの司会である。

## 出演作品

### テレビ
- クリミナル・マインド FBI行動分析課（S11・Dr. Tara Lewis）
- HAWAII FIVE-0
- glee/グリー（ジェイクの母）
- XIII -サーティーン-（ジョーンズ）
- ボストン・リーガル
- ゴースト 〜天国からのささやき（アンドレア・モレノ）
- 24 -TWENTY FOUR-（マリアンヌ・テイラー）
- CSI:科学捜査班
- NIP/TUCK マイアミ整形外科医
- フレンズ
- ラリーのミッドライフ★クライシス
- 刑事ナッシュ・ブリッジス
- 『Prime Rewind: 「ザ・ボーイズ」の裏側』 ("Prime Rewind: Inside the Boys") 　(アフターショー司会)
- フィアー・ザ・ウォーキング・デッド (出演+監督、2021年)
- ウォーキング・デッド (監督、2022年)

### 映画
- ベイビー・メイク　私たちのしあわせ計画 The Babymakers (2012)
- ベッドタイム・ストーリー
- 狼の死刑宣告
- 燃えよ！ピンポン
- ポイント45（リズ）
- ウォルト・ディズニーのサンタクローズ3/クリスマス大決戦!
- ネバー・ダイ・アローン